# Nesselsdorf J

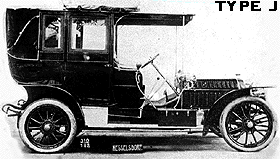
Nesselsdorf J

Der Nesselsdorf J 30 war der Nachfolger der PKW-Typen D und F, den die Nesselsdorfer Wagenbau-Fabriks-Gesellschaft 1906 herausbrachte.
Das Fahrzeug hatte einen seitengesteuerten Vierzylinder-Reihenmotor mit T-Zylinderköpfen. Er hatte 5878 cm³ Hubraum, 30–35 PS (22–26 kW) Leistung und war erstmals vorne unter der Motorhaube eingebaut. Dieser vollkommen neue Motor war von Kronfeld entwickelt worden und hatte nach wie vor eine Magnetzündung. Die erreichbare Höchstgeschwindigkeit des 1500 kg schweren Wagens lag bei 80 km/h. Es gab vier- und sechssitzige Tonneauaufbauten.
1907 entstand der Nesselsdorf J 40 mit gleicher Technik, jedoch auf 40 PS (29 kW) erstarktem Motor. Dieser wurde bis 1908 hergestellt. Auch das belgische Königshaus erhielt ein Exemplar.
1910 erschien erneut ein Wagen mit derselben Typenbezeichnung, aber einem Motor mit 7440 cm³ Hubraum und 45 PS (33 kW) Leistung. Als Aufbauten waren vor allen Dingen Landauer und Limousinen beliebt. 1911 wurde das Modell endgültig eingestellt.